# Gradignan
Gradignan település Franciaországban, Gironde megyében. Lakosainak száma 26 186 fő (2022. január 1.). Gradignan Talence, Pessac, Léognan, Canéjan és Villenave-d’Ornon községekkel határos.

## Népesség
A település népességének változása:
| Lakosok száma | 10 402 | 21 441 | 21 727 | 22 988 | 24 439 | 25 241 | 25 552 | 25 694 | 25 871 | 26 186 |
|               | 1968   | 1982   | 1990   | 2006   | 2013   | 2015   | 2017   | 2019   | 2020   | 2022   |